# Agnès Lempereur
Pour les articles homonymes, voir Lempereur.
 (mars 2021).
Si vous disposez d'ouvrages ou d'articles de référence ou si vous connaissez des sites web de qualité traitant du thème abordé ici, merci de compléter l'article en donnant les références utiles à sa vérifiabilité et en les liant à la section « Notes et références ».
Agnès Lempereur est une joueuse de Scrabble belge. Elle a remporté le championnat du monde de Scrabble en 1973 (le deuxième championnat). Elle est la seule femme qui ait remporté ce championnat du monde à ce jour (mars 2016). Elle a gagné avec 23 points d'avance sur le Belge Dominique Darmstaedter.
Elle a participé aux championnats en 1972 (troisième place) et en 1974 (cinquième place).

## Palmarès
- Championne du monde de Scrabble (1973)